# Расмус Нербю
Расмус Нербю (дан. Rasmus Nørby; нар. 10 вересня 1982) — колишній данський тенісист.
Найвищу одиночну позицію світового рейтингу — 538 місце досяг 8 жовтня 2007, парну — 267 місце — 11 лютого 2008 року.
Здобув 2 парні титули.

## Титули ATP Челленджер і ITF Ф'ючерс

### Одиночний розряд: 1
| Легенда            |
| ------------------ |
| ATP Челленджер (0) |
| ITF Ф'ючерс (1)    |

| Ранг | Дата     | Турнір               | Рівень  | Покриття | Суперник        | Рахунок            |
| ---- | -------- | -------------------- | ------- | -------- | --------------- | ------------------ |
| 1.   | Чер 2007 | Норвегія F2, Геусдал | Ф'ючерс | Тверде   | Мартін Педерсен | 6–3, 4–6, 7–6(7–5) |

| Легенда            |
| ------------------ |
| ATP Челленджер (2) |
| ITF Ф'ючерс (14)   |

| Ранг | Дата     | Турнір                       | Рівень     | Покриття   | Партнер          | Суперники                                    | Рахунок            |
| ---- | -------- | ---------------------------- | ---------- | ---------- | ---------------- | -------------------------------------------- | ------------------ |
| 1.   | Січ 2004 | Німеччина F3, Обергахінг     | Ф'ючерс    | Тверде (i) | Фредерік Нільсен | Лукаш Кубот Ігор Зеленай                     | 6–4, 6–7(6–8), 6–0 |
| 2.   | Чер 2004 | Фінляндія F1, Savitaipale    | Ф'ючерс    | Ґрунт      | Фредерік Нільсен | Петр Дезорт Адам Веймелка                    | 6–3, 3–6, 6–3      |
| 3.   | Чер 2004 | Фінляндія F2, Vierumäki      | Ф'ючерс    | Ґрунт      | Фредерік Нільсен | Барт Бекс Рік Схалкерс                       | 7–6(7–2), 6–3      |
| 4.   | Лип 2004 | Данія F1, Гельсінгер         | Ф'ючерс    | Ґрунт      | Фредерік Нільсен | Юган Брунстрем Александер Гартман            | 6–3, 6–3           |
| 5.   | Лип 2004 | Данія F2, Герсгольм          | Ф'ючерс    | Ґрунт      | Фредерік Нільсен | Андреа Арнабольді Ніколя Турт                | 6–3, 6–0           |
| 6.   | Вер 2005 | Іспанія F23, Мадрид          | Ф'ючерс    | Тверде     | Фредерік Нільсен | Хорхе Хіменес-Летрадо Маркос Хіменес-Летрадо | 6–2, 6–4           |
| 7.   | Січ 2006 | Німеччина F1, Нуслох         | Ф'ючерс    | Килим (i)  | Фредерік Нільсен | Філіпп Маркс Торстен Попп                    | 6–3, 7–6(7–3)      |
| 8.   | Кві 2006 | Швеція F1, Мальме            | Ф'ючерс    | Тверде (i) | Фредерік Нільсен | Роберт Ґустафссон Рікард Гольмстрем          | 6–3, 6–4           |
| 9.   | Кві 2006 | Швеція F2, Лінчепінг         | Ф'ючерс    | Килим (i)  | Фредерік Нільсен | Ервін Елесковіч Карл Генрік Гансен           | 7–5, 6–4           |
| 10.  | Чер 2006 | Ірландія F1, Лімерик (місто) | Ф'ючерс    | Килим      | Фредерік Нільсен | Трой Ган Браян Вілсон                        | 6–2, 6–2           |
| 11.  | Лис 2006 | Туніс F4, Сфакс              | Ф'ючерс    | Тверде     | Мартін Педерсен  | Якоб Мельскенс Дмитро Сітак                  | 6–7(5–7), 6–4, 6–2 |
| 12.  | Січ 2007 | Велика Британія F1, Шеффілд  | Ф'ючерс    | Тверде (i) | Мартін Педерсен  | Каміл Чапкович Юго Паукку                    | 6–3, 7–6(8–6)      |
| 13.  | Чер 2007 | Норвегія F2, Геусдал         | Ф'ючерс    | Тверде     | Якоб Мельскенс   | Гейнріх Гейл Арнар Сіґурдссон                | 6–3, 6–4           |
| 14.  | Чер 2007 | Ірландія F2, Limerick        | Ф'ючерс    | Тверде     | Мартін Педерсен  | Ріккардо Гедін Урос Віко                     | 7–6(7–3), 6–4      |
| 1.   | Жов 2007 | Коллінг, Данія               | Челленджер | Тверде (i) | Фредерік Нільсен | Філіпп Пецшнер Александер Пея                | 4–6, 6–3, [10–8]   |
| 2.   | Лис 2007 | Шрусбері, Велика Британія    | Челленджер | Тверде (i) | Фредерік Нільсен | Едвард Аллінсон Ієн Фланаґан                 | 6–3, 6–2           |

| Легенда            |
| ------------------ |
| ATP Челленджер (2) |
| ITF Ф'ючерс (14)   |

| Ранг | Дата     | Турнір                       | Рівень     | Покриття   | Партнер          | Суперники                                    | Рахунок            |
| ---- | -------- | ---------------------------- | ---------- | ---------- | ---------------- | -------------------------------------------- | ------------------ |
| 1.   | Січ 2004 | Німеччина F3, Обергахінг     | Ф'ючерс    | Тверде (i) | Фредерік Нільсен | Лукаш Кубот Ігор Зеленай                     | 6–4, 6–7(6–8), 6–0 |
| 2.   | Чер 2004 | Фінляндія F1, Savitaipale    | Ф'ючерс    | Ґрунт      | Фредерік Нільсен | Петр Дезорт Адам Веймелка                    | 6–3, 3–6, 6–3      |
| 3.   | Чер 2004 | Фінляндія F2, Vierumäki      | Ф'ючерс    | Ґрунт      | Фредерік Нільсен | Барт Бекс Рік Схалкерс                       | 7–6(7–2), 6–3      |
| 4.   | Лип 2004 | Данія F1, Гельсінгер         | Ф'ючерс    | Ґрунт      | Фредерік Нільсен | Юган Брунстрем Александер Гартман            | 6–3, 6–3           |
| 5.   | Лип 2004 | Данія F2, Герсгольм          | Ф'ючерс    | Ґрунт      | Фредерік Нільсен | Андреа Арнабольді Ніколя Турт                | 6–3, 6–0           |
| 6.   | Вер 2005 | Іспанія F23, Мадрид          | Ф'ючерс    | Тверде     | Фредерік Нільсен | Хорхе Хіменес-Летрадо Маркос Хіменес-Летрадо | 6–2, 6–4           |
| 7.   | Січ 2006 | Німеччина F1, Нуслох         | Ф'ючерс    | Килим (i)  | Фредерік Нільсен | Філіпп Маркс Торстен Попп                    | 6–3, 7–6(7–3)      |
| 8.   | Кві 2006 | Швеція F1, Мальме            | Ф'ючерс    | Тверде (i) | Фредерік Нільсен | Роберт Ґустафссон Рікард Гольмстрем          | 6–3, 6–4           |
| 9.   | Кві 2006 | Швеція F2, Лінчепінг         | Ф'ючерс    | Килим (i)  | Фредерік Нільсен | Ервін Елесковіч Карл Генрік Гансен           | 7–5, 6–4           |
| 10.  | Чер 2006 | Ірландія F1, Лімерик (місто) | Ф'ючерс    | Килим      | Фредерік Нільсен | Трой Ган Браян Вілсон                        | 6–2, 6–2           |
| 11.  | Лис 2006 | Туніс F4, Сфакс              | Ф'ючерс    | Тверде     | Мартін Педерсен  | Якоб Мельскенс Дмитро Сітак                  | 6–7(5–7), 6–4, 6–2 |
| 12.  | Січ 2007 | Велика Британія F1, Шеффілд  | Ф'ючерс    | Тверде (i) | Мартін Педерсен  | Каміл Чапкович Юго Паукку                    | 6–3, 7–6(8–6)      |
| 13.  | Чер 2007 | Норвегія F2, Геусдал         | Ф'ючерс    | Тверде     | Якоб Мельскенс   | Гейнріх Гейл Арнар Сіґурдссон                | 6–3, 6–4           |
| 14.  | Чер 2007 | Ірландія F2, Limerick        | Ф'ючерс    | Тверде     | Мартін Педерсен  | Ріккардо Гедін Урос Віко                     | 7–6(7–3), 6–4      |
| 1.   | Жов 2007 | Коллінг, Данія               | Челленджер | Тверде (i) | Фредерік Нільсен | Філіпп Пецшнер Александер Пея                | 4–6, 6–3, [10–8]   |
| 2.   | Лис 2007 | Шрусбері, Велика Британія    | Челленджер | Тверде (i) | Фредерік Нільсен | Едвард Аллінсон Ієн Фланаґан                 | 6–3, 6–2           |